# (31976) Niyatidesai
2000 HH13 (asteroide 31976) é um asteroide da cintura principal. Possui uma excentricidade de 0.08814970 e uma inclinação de 1.67422º.
Este asteroide foi descoberto no dia 28 de abril de 2000 por LINEAR em Socorro.